# Calle de Zurbarán
La calle de Zurbarán es una vía pública de la ciudad española de Madrid, situada en el barrio de Almagro, distrito de Chamberí.

## Descripción
La vía, que discurre desde la calle de Santa Engracia hasta el paseo de la Castellana, honra con el título a Francisco de Zurbarán, pintor del siglo XVII. Aparece descrita en Las calles de Madrid (1889) de Hilario Peñasco de la Puente y Carlos Cambronero con las siguientes palabras:

Zurbarán. Entre los Paseos de Santa Engracia y de la Castellana. Es de apertura moderna. Francisco Zurbarán nació en Extremadura en 1598. Fué pintor de Cámara, y se le considera como uno de los buenos modelos que pueden servir de estudio. Es muy discreto, y no tiene rival en la ejecución de figuras aisladas. Entre sus cuadros pueden citarse: Sueño de San Pedro Nolasco, Hércules luchando con un león, Niño Jesús durmiendo, etc.
(Peñasco de la Puente y Cambronero, 1889, p. 570)